# Algoasaurus bauri
Algoasaurus bauri ("Algoaödla") är en art av dinosaurier som tillhör släktet Algoasaurus, en sauropod från yngre jura till äldre krita (tithonian- till äldre valanginian-epokerna eller mellan 151 och 130 miljoner år sedan) i det som idag är Kirkwood-formationen i Kapprovinsen, Sydafrika. Den var en neosauropod, och även om den ofta tillskrivits Titanosauridae, finns det inga belägg för detta. Nyligen utförda studier har pekat på att släktet kanske inte är giltigt.

## Etymologi
Typarten, Algoasaurus bauri, döptes av Robert Broom år 1904 efter Algoabukten i Sydafrika. Suffixet σαυρος/saurus är vanligt i dinosaurienamn och betyder 'ödla'.

## Fyndhistorik
Fyndet efter Algosaurus bestod av en ryggkota, ett lårben samt ett handben. Fossilen upptäcktes 1903 i ett stenbrott. Upptäckarna, det vill säga arbetare i brottet, visste inte att det var ben efter en dinosaurie, och flera av dessa kom att inkluderas i tegelstenar och förstördes därmed. Djuret kan ha varit runt 9 meter långt, 3 meter högt och vägde 10 ton då det dog.